# Mariadal (Hoegaarden)
Mariadal is een kloostercomplex in de Vlaams-Brabantse plaats Hoegaarden, gelegen aan Klein Overlaar 1-3. Achter het klooster bevindt zich de Sint-Rochuskapel.

## Geschiedenis
Omstreeks 1450 werd hier een begardenklooster gesticht. In 1797 werd dit klooster onteigend en verkocht aan de voormalige leden van de congregatie.
In 1820 werd het klooster aangekocht door de Soeurs de l'Union au Sacre-Coeur (Zusters van de Vereniging met het Heilig Hart) en kreeg de naam Val Virginal (Maagdendal). De zusters richtten een meisjesinternaat en een school op. De zusters begonnen in de bestaande gebouwen van het complex maar lieten deze verbouwen en uitbreiden zodat in 1909 de Sint-Annavleugel werd opgericht en in 1922 de noordoostvleugel in eclectische stijl, naar ontwerp van Pierre Langerock. Deze vleugel toont elementen van Vlaamse neorenaissance.
In de omringende tuinen werden een Mariagrot, een Heilig Hartbeeld en enkele boogbrugjes aangelegd.